# 藤嶋昭
藤嶋 昭（ふじしま あきら、1942年3月10日 - ）は、日本の化学者。専門は、光電気化学・機能材料化学。東京理科大学第9代学長。東京理科大学栄誉教授。東京理科大学光触媒国際研究センター長 兼 東京理科大学光触媒研究推進拠点長。初代東京大学特別栄誉教授。東京応化科学技術振興財団理事長。財団法人神奈川科学技術アカデミー理事長。2006～2007年度日本化学会会長。他に日本学術会議会員、化学委員会委員長、光機能材料研究会会長、電気化学会会長、光化学協会会長、川崎市教育アドバイザーなどを歴任。
東京都世田谷区生まれ、1944年から中学入学まで愛知県豊田市に疎開した経験を持つ事から、2021年3月に豊田市の名誉市民に推挙された。

## 人物
東京大学大学院に在学中の1967年春、水溶液中の酸化チタン電極に強い光を当てたところ、酸化チタン表面で光触媒反応が起きることを発見。この現象は共同研究者の本多健一の名前と合わせ「本多-藤嶋効果」と呼ばれる。それらの業績が認められ、2004年に日本国際賞を受賞している。
2013年4月に東京理科大学光触媒国際研究センターを開設しセンター長に就任、同センターにより光触媒の多様な応用展開を実現。また、学長在職中も2014年に光触媒による伝染病撲滅装置の試作品を完成させるなど、様々な研究を実践し続けている。

## 経歴
- 1966年 横浜国立大学工学部卒業
- 1971年
  - 東京大学大学院工学系研究科博士課程修了、工学博士（学位論文の題は『半導体の光電極反応』[11]）
  - 神奈川大学工学部講師
- 1975年 東京大学工学部講師
- 1976年 テキサス大学オースティン校博士研究員 (- 1977)
- 1978年 東京大学工学部助教授
- 1986年 東京大学工学部教授
- 1995年 東京大学大学院工学系研究科教授
- 1998年 光化学協会会長[12]
- 2003年
  - 財団法人神奈川科学技術アカデミー理事長 (- 2010.3)[13][リンク切れ]
  - JR東海機能材料研究所所長（現任）
  - 東京大学名誉教授
- 2005年
  - 東京大学特別栄誉教授
  - 横浜国立大学名誉博士
- 2006年 日本化学会会長（-2007）
- 2008年 科学技術振興機構中国総合研究センターセンター長
- 2010年 東京理科大学学長（～2018年3月）
- 2018年 東京理科大学栄誉教授

## 学術賞
- 1983年 朝日賞[14]
- 1987年 電気化学協会学術賞
- 1988年 光化学協会賞
- 1997年 日本照明学会賞
- 1998年
  - 井上春成賞
  - Innovations in Real Materials Award（実用材料発明賞）
- 1999年
  - 電気化学賞・武井賞
  - Award of Federation of Asian Chemical Societies（アジア化学連合会賞）
- 2000年
  - 日本化学会賞
  - Award of Journal of AOTs Advanced Oxidation Technologies（Ti02賞）
- 2003年 第1回The Gerischer Award
- 2004年
  - 日本国際賞[15]
  - 日本学士院賞
- 2005年 APA Award
- 2006年 恩賜発明賞
- 2011年 The Luigi Galvani Medal
- 2012年 トムソン・ロイター引用栄誉賞『本多-藤嶋効果（酸化チタンの光触媒反応）の発見』[16]

## 栄誉・叙勲

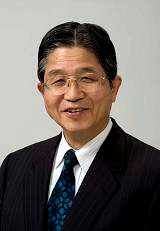
文化功労者顕彰に際して公表された肖像写真

- 2003年 紫綬褒章[17]
- 2004年
  - 産学官連携功労者表彰内閣総理大臣賞
  - 川崎市民栄誉賞
- 2006年 神奈川文化賞
- 2010年
  - 川崎市文化賞
  - 文化功労者[18]
- 2017年 文化勲章 [19][20][21][22]
- 2018年 川崎市名誉市民
- 2019年 中国政府友誼賞
- 2021年 豊田市名誉市民

## 著書
- 『電気化学測定法 (上)』技報堂出版、1984年。
- 『電気化学測定法 (下)』技報堂出版、1984年。
- 『光のはなし〈1〉』技報堂出版、1986年。
- 『光のはなし〈2〉』技報堂出版、1986年。
- 『光クリーン革命―酸化チタン光触媒が活躍する』 シーエムシー、1997年。
- 『光触媒のしくみ (入門ビジュアルサイエンス)』日本実業出版社、2000年。
- 『光機能化学―光触媒を中心にして』昭晃堂、2005年。
- 『Diamond Electrochemistry』ビーケイシー、2005年。
- 『くらべるシリーズ2 どこが違うの?ホタルの光と蛍光灯』丸善、2006年。
- 『ナノテクとエネルギー』丸善、2006年。
- 『天寿を全うするための科学技術―光触媒を例にして』川崎市生涯学習財団かわさき市民アカデミー出版部、2006年。
- 『アサガオはいつ、花を開くのか?―読んで納得。「お茶の間サイエンス」』神奈川新聞社、2007年。
- 『科学も感動から 光触媒を例にして』東京書籍、2010年。
- 『時代を変えた科学者の名言』東京書籍、2011年。
- 『CLEAN AND GREEN：A STORY OF THE SUN AND PHOTOCATALYSTS』偕成社、2011年。
- 『高等学校理科用 化学 啓林館 化学305 文部科学省検定済教科書 平成28年度用』啓林館、2015年。
- 『理系のための中国古典名言集』朝日学生新聞社、2016年。
- 『化学基礎（化基318）啓林館 文部科学省検定済教科書 高等学校理科用【平成29年度版】』啓林館、2016年。
- 『やさしい 科学者のことばと論語』朝日学生新聞社、2017年。
- 『第一人者が明かす光触媒のすべて-基本から最新事例まで完全図解』ダイヤモンド社、2017年。
- 『人物でよみとく物理』朝日新聞出版、2020年。
- 『最新情報をやさしく解説　光触媒実験法』北野書店、2021年。
- 『人物で読みとく化学』朝日新聞出版、2021年。
- 『かこさとし 科学絵本の世界』学研プラス、2022年。
- 『地球のびっくり！数の図鑑』北野書店、2023年
- 『ファラデーのつくった世界 ロウソクの科学が歴史を変えた』化学同人、2024年。

その他、書籍の監修を多数手がけており、オリジナル論文（英文のみ）896編、著書（分担執筆、英文含む）約50編、総説・解説494編、特許310編などがある。